# Di Dio (cognome)
Di Dio è un cognome di lingua italiana.

## Varianti
De Deo, Del Deo, Di Deo.

## Origine e diffusione
Il cognome è tipicamente meridionale.
Potrebbe essere un patronimico devozionale riferito a Dio. In quanto di esplicito rimando teoforico, è affine ai cognomi Diodati, Dioguardi, Diotallevi, Mantegna e Vacondio; potrebbe inoltre presentare affinità con i cognomi Donadio e Donato.

## Persone
- Alfredo Di Dio (1920-1944) – partigiano e militare italiano, medaglia d'oro al valor militare alla memoria
- Antonio Di Dio (1922-1944) – partigiano e militare italiano, medaglia d'oro al valor militare alla memoria
- Osvaldo Di Dio (1980) – chitarrista e compositore italiano
- Palmiro Di Dio (1985) – calciatore italiano, di ruolo difensore